# Швобфелд
Швобфелд (њем. Schwobfeld) општина је у њемачкој савезној држави Тирингија. Једно је од 89 општинских средишта округа Ајхсфелд. Према процјени из 2010. у општини је живјело 112 становника. Посједује регионалну шифру (AGS) 16061085.

## Географски и демографски подаци
Швобфелд се налази у савезној држави Тирингија у округу Ајхсфелд. Општина се налази на надморској висини од 355 метара. Површина општине износи 2,5 km². У самом мјесту је, према процјени из 2010. године, живјело 112 становника. Просјечна густина становништва износи 45 становника/km².